# Craniophora picata
Craniophora picata là một loài bướm đêm trong họ Noctuidae.